# Wacław Poterański

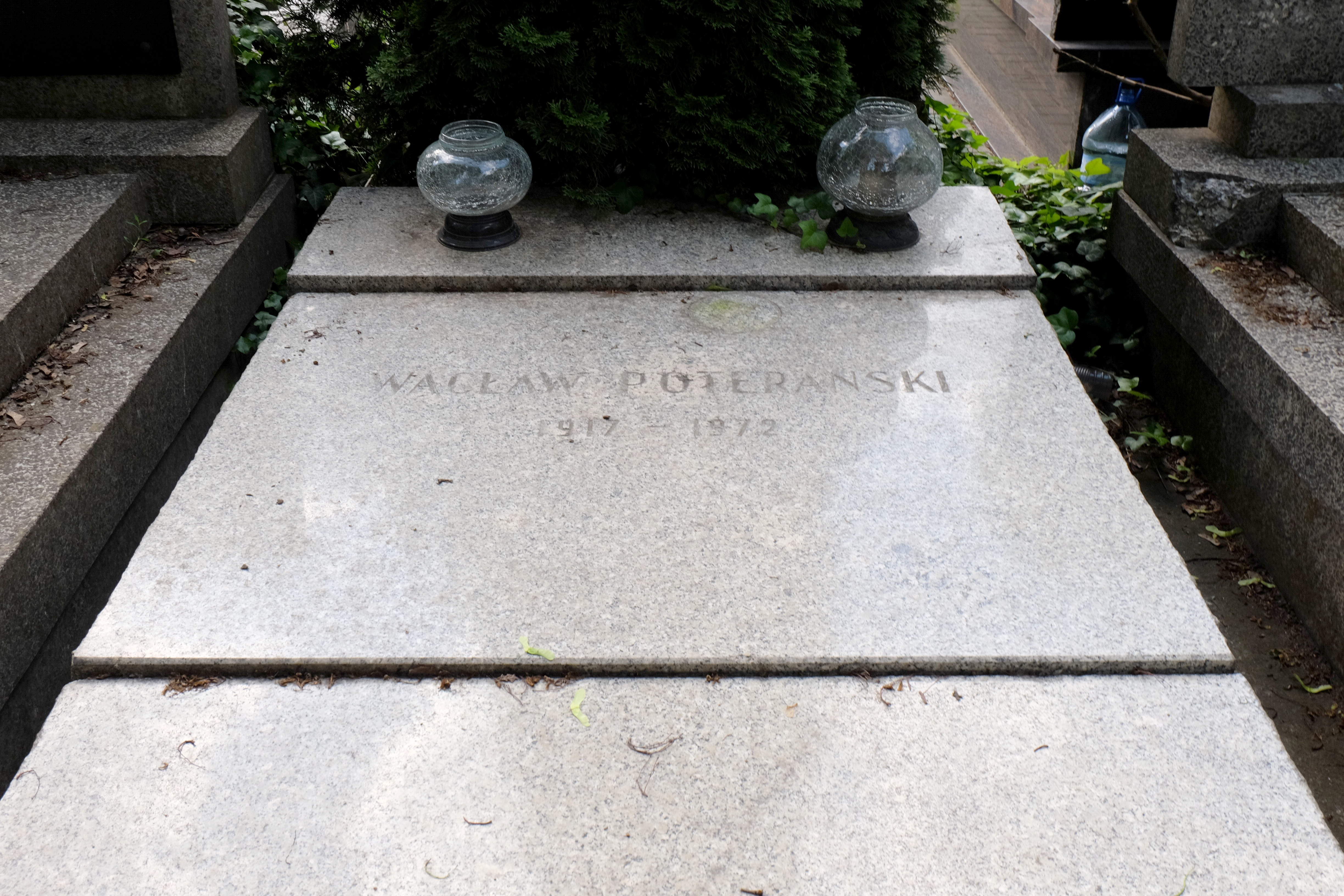
Grób Wacława Poterańskiego na Cmentarzu Wojskowym na Powązkach w Warszawie

Wacław Poterański ps. Grzegorz, Wacek (ur. 11 kwietnia 1917 w Warszawie, zm. 8 października 1972) – polski historyk ruchu robotniczego, działacz komunistyczny. 

## Życiorys
Syn szwaczki Marii Stefanii. W latach 1936–1939 studiował filologię polską na UW. Od 1933 roku zaangażowany w ruch komunistyczny. W czasie kampanii wrześniowej brał udział w obronie Warszawy. Od sierpnia 1941 członek Związku Walki Wyzwoleńczej, następnie GL/AL. Walczył w powstaniu warszawskim w składzie AL, następnie w obozie jenieckim. Od 1945 członek PPR/PZPR. W latach 1950–1954 studiował w Instytucie Kształcenia Kadr Naukowych/Instytucie Nauk Społecznych. Następnie pracownik Wydziału Historii Partii i Zakładu Historii Partii. W latach 1960–1965 dyrektor Centralnego Archiwum Ministerstwa Spraw Wewnętrznych, następnie na emeryturze. Pochowany na cmentarzu Powązki Wojskowe w Warszawie (kwatera B33-4-10).

## Odznaczenia
- Złota Odznaka honorowa „Za Zasługi dla Warszawy” (1967)[5]